# Saga de Hervor et du roi Heidrekr

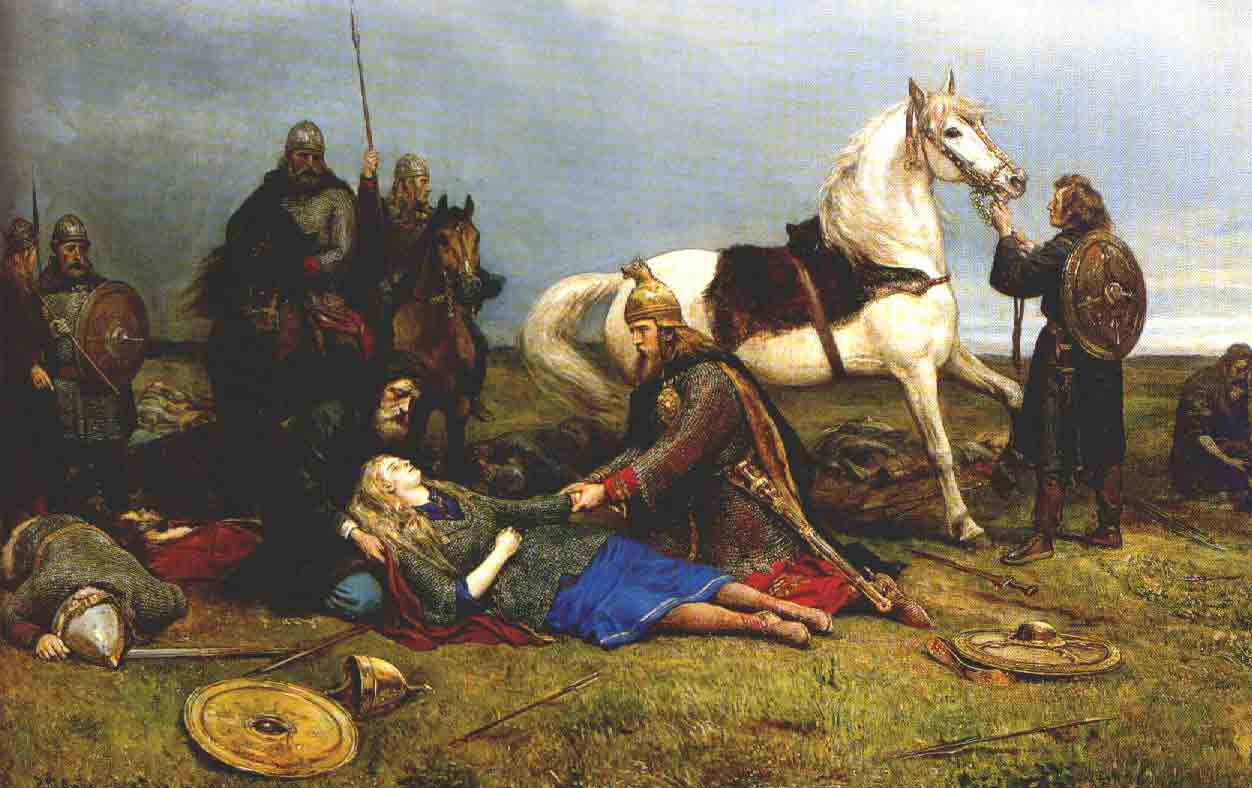
La mort de Hervor.
Œuvre de Peter Nicolai Arbo (XIXe siècle)

La Saga de Hervor et du roi Heidrekr ou Hervarar saga ok Heiðreks  est une saga islandaise qui relate des faits présentés comme réels, en mettant en scène les anciens scandinaves. 

## Composition
La saga est composée de trois poèmes très anciens. Le premier raconte l’histoire de Hervor, une vierge guerrière qui arrache l'épée Tyrfing par la violence à son père enterré sous un tertre, et cause ainsi la malédiction de sa lignée. Le deuxième décrit un combat d’énigmes. Le troisième relate un affrontement entre les Goths et les Huns, vers le IVe siècle, près de la mer Noire.
La saga comprend enfin un épilogue intitulé « Les descendants d'Angantyr », composé dans l'édition moderne de deux chapitres : le XV nommé Les ancêtres des rois danois et suédois, et le XVI nommé Du roi Ingi Steinkelson, qui retracent la généalogie et l'histoire des rois mythiques ou historiques d'Upsal jusqu'au XIe siècle.